# Witte brunel
De witte brunel (Prunella laciniata) is een overblijvende plant uit de lipbloemenfamilie (Lamiaceae). De soort komt voor in Zuid- en Midden-Europa, Zuidwest-Azië en Noord-Afrika en is inheems in Wallonië. Het aantal chromosomen is 2n = 32.
De plant wordt 10-30 cm hoog. De vaak vertakte stengel is opgaand tot rechtopstaand. De stengel, de bladeren, schutbladen en kelk zijn meestal vrij dicht bedekt met witte, enigszins gekrulde haren. De ovaal-elliptisch rozetbladeren zijn tot 3 cm lang en 0,5 tot 1,5 cm breed. De stengelbladeren zijn tot 7 cm lang, meestal minder behaard dan de rozetbladeren, heelbladig maar vaker veerlobbig, met aan weerszijden 2 tot 3 lineaire, stompe, vaak min of meer gelobde veren.
De witte brunel bloeit vanaf juni tot in oktober met geelwitte, 1,5-1,7 cm grote bloemen. De bloemen staan in 2-6 cm grote schijnkransen. De schutbladen zijn breder dan lang, hebben een scherpe punt en zijn aan de rand en op de netvormige nerven groen, maar echter vaak min of meer paars getint. De kelk is ongeveer 12 mm lang. De ongeveer 5 mm lange, aan de bovenkant iets donzig behaarde bovenlip heeft een brede, afgeknotte, korte centrale tand en daarnaast veel smallere, driehoekige tanden. De 4 tot 5 mm lange, teruggeslagen onderlip heeft veel smallere en langere tanden. De meestal kale kroonbuis is ongeveer 11 mm lang en wordt geleidelijk breder. De voorste meeldraden hebben een bijna 1 mm lange, iets naar voren gebogen tand, de achterste hebben een veel kortere, iets naar achteren gebogen uitsteeksel.
De vrucht is een 2-2,5 mm lange, vierdelige splitvrucht.

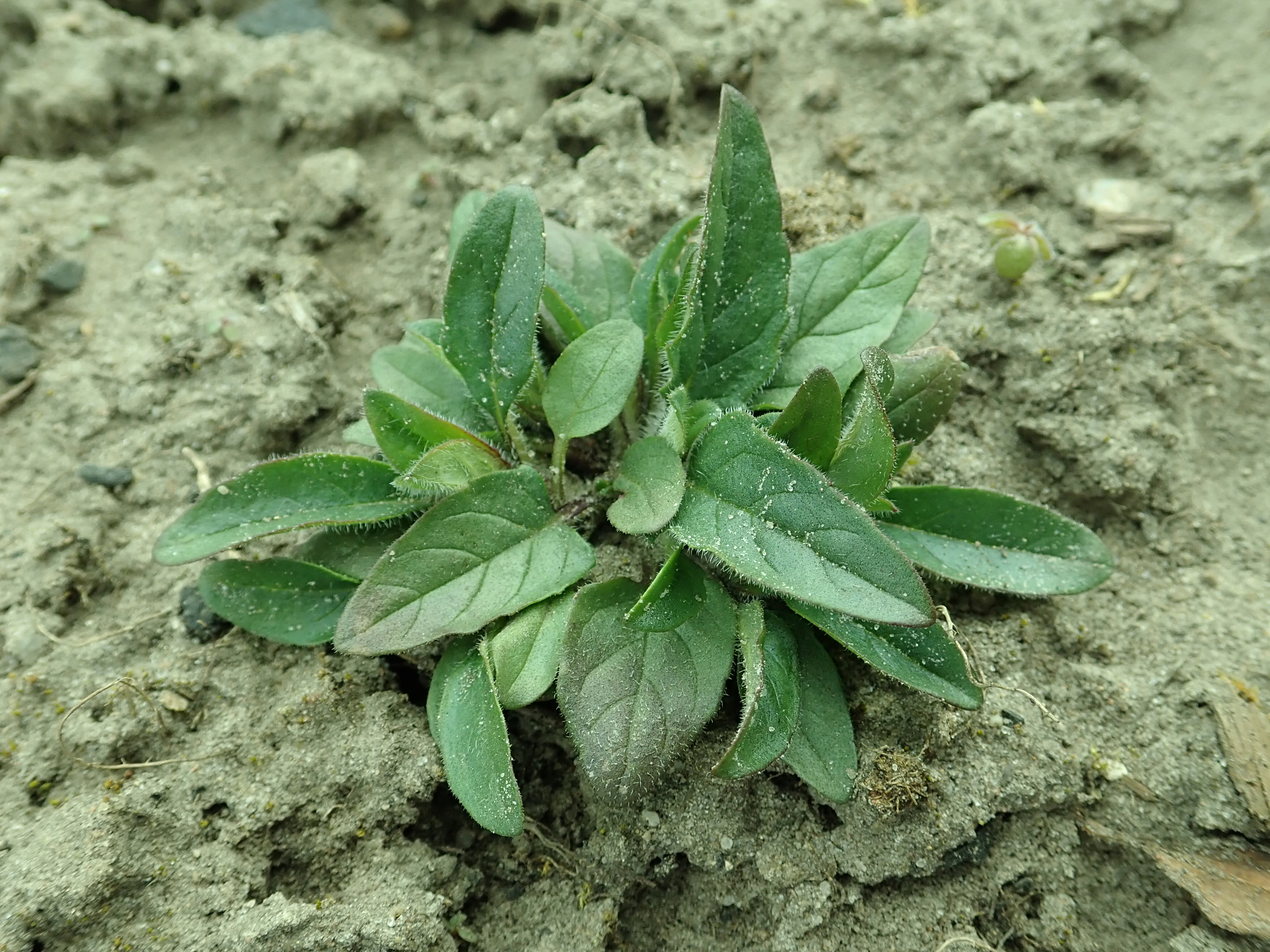
Plant
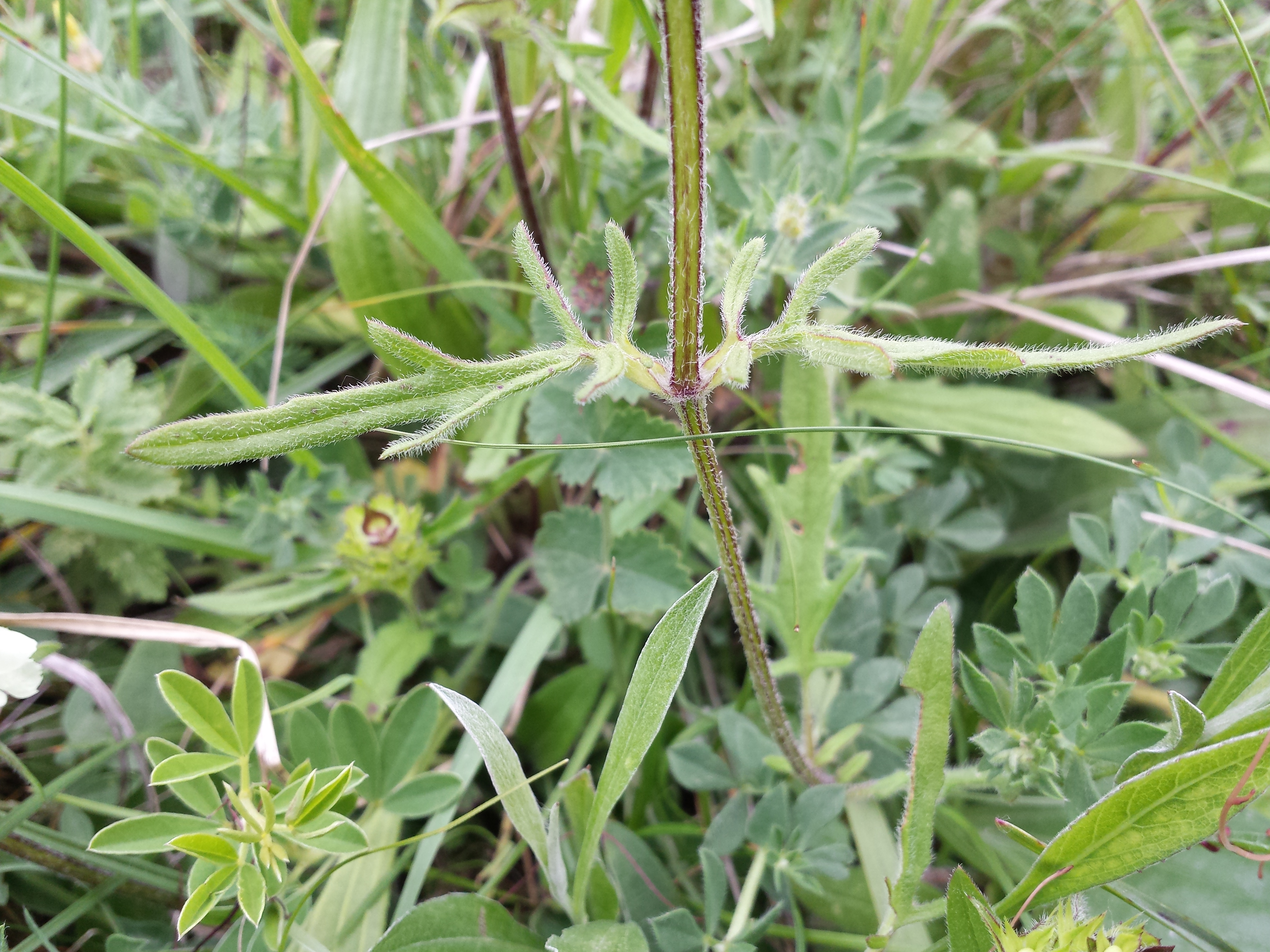
Stengelbladeren
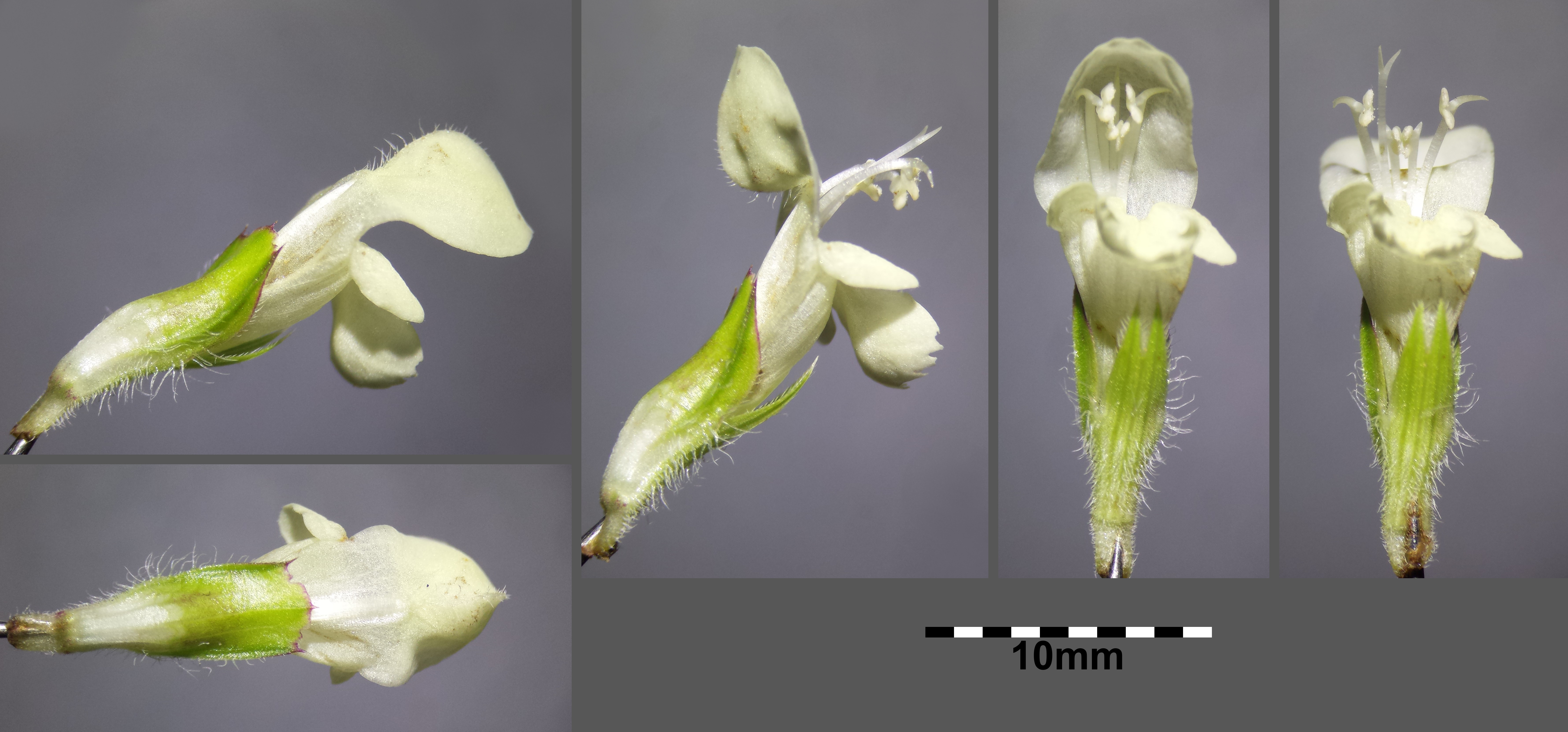
Bloem
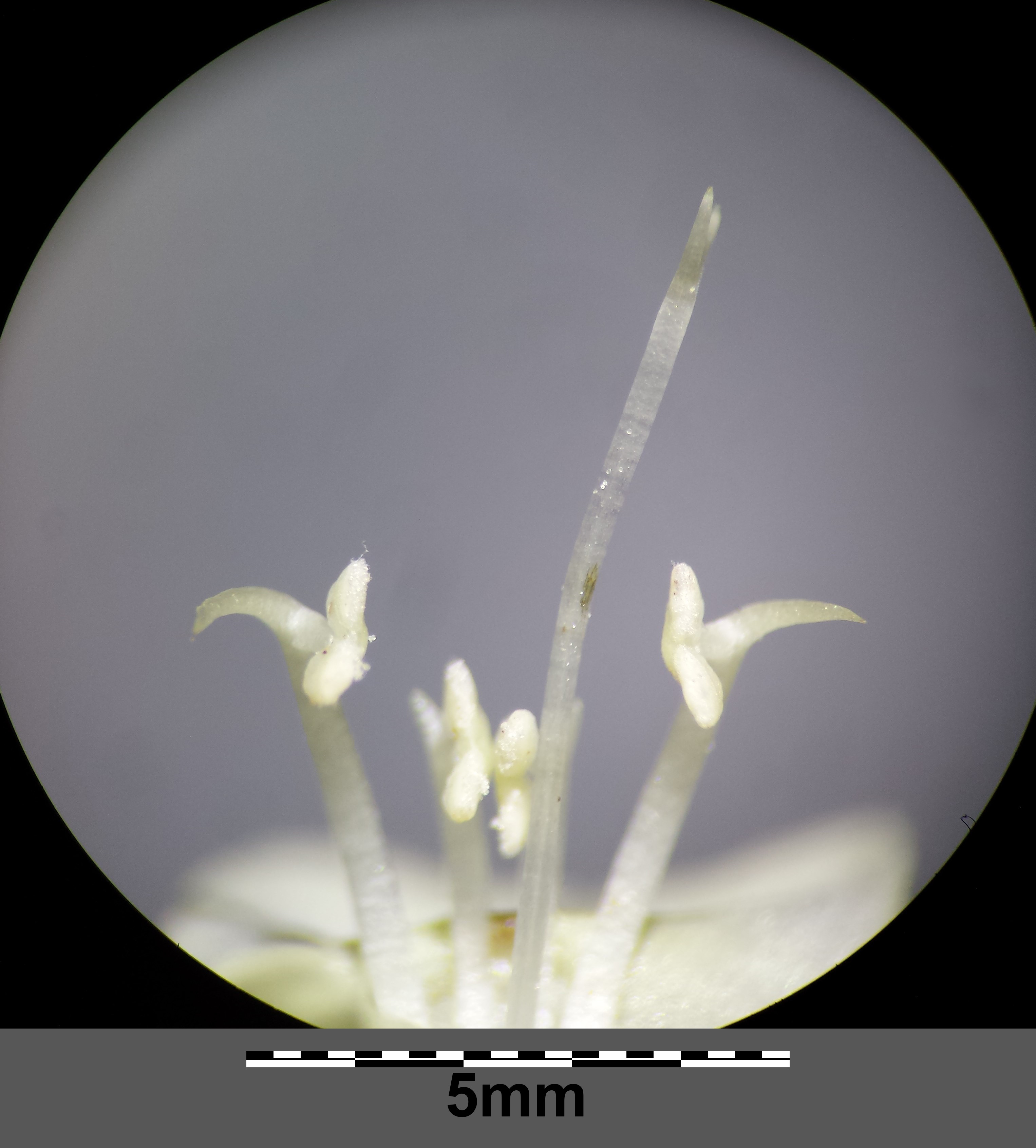
Meeldraden met tandvormig aanhangsel

De witte brunel komt voor op droge, matig voedselrijke, kalkrijke grond in kalkgrasland, langs bosranden en op ruderale plaatsen.